# Окунёвское сельское поселение (Крым)
Окунёвское се́льское поселе́ние (укр. Окунівське сільське поселення, крымскотат. Окунёвка кой юрту, Тарпанчы кой юрту) — муниципальное образование в составе Черноморского района Республики Крым России.

## География
Поселение расположено на юго-западе района, в степном Крыму, на побережье Чёрного моря. Граничит на востоке с Медведевским, на севере с Новосельским и на западе с Оленевским сельскими поселениями.
Площадь поселения 148,01 км².
Основная транспортная магистраль: автодорога 35Н-604 Красносельское — Громово (по украинской классификации — С-0-11707).

## Население
| 2001  | 2014  | 2015  | 2016  | 2017  | 2018  | 2019  |
| ----- | ----- | ----- | ----- | ----- | ----- | ----- |
| 2091  | ↘1587 | ↘1585 | ↗1604 | ↘1577 | ↗1603 | ↗1605 |
| 2020  | 2021  |       |       |       |       |       |
| ↗1633 | ↘1515 |       |       |       |       |       |

## Состав сельского поселения
Поселение включает 5 населённых пунктов:
| № | Населённый пункт | Тип населённого пункта | Население на 2014 год |
| - | ---------------- | ---------------------- | --------------------- |
| 1 | Окунёвка         | село, центр            | ↘522                  |
| 2 | Громово          | село                   | ↘321                  |
| 3 | Знаменское       | село                   | ↘150                  |
| 4 | Красносельское   | село                   | ↘505                  |
| 5 | Марьино          | село                   | ↘89                   |

## История
Окунёвский сельский совет в Крымской области УССР в СССР был образован, видимо, после 1977 года, поскольку на тот год сёла совета ещё входили в состав Красносельского — возможно, произошло перенесение центра совета.
С 12 февраля 1991 года сельсовет в восстановленной Крымской АССР, 26 февраля 1992 года переименованной в Автономную Республику Крым. С 21 марта 2014 года в составе Крыма аннексировано Россией. Законом «Об установлении границ муниципальных образований и статусе муниципальных образований в Республике Крым» от 4 июня 2014 года территория административной единицы была объявлена муниципальным образованием со статусом сельского поселения.